# Ängelholms distrikt
Ängelholms distrikt är ett distrikt i Ängelholms kommun och Skåne län. 
Distriktet ligger inom tätorten Ängelholm. 

## Tidigare administrativ tillhörighet
Distriktet inrättades 2016 och utgörs av en del av området som till 1971 utgjorde Ängelholms stad i dess omfattning före 1952.
Området motsvarar den omfattning Ängelholms församling hade 1999/2000.